# Eckart Kehr
Eckart Kehr (Brandeburgo sulla Havel, 21 giugno 1902 – Washington, 29 maggio 1933) è stato uno storico tedesco di orientamento marxista.
Fu uno dei primi intellettuali ad enfatizzare il contributo della struttura sociale e degli interessi economici nella determinazione delle scelte politiche, in luogo del presunto ruolo delle personalità eroiche.

## Biografia
Allievo di Friedrich Meinecke, col quale a un certo punto della sua vita interruppe ogni contatto, fu soprannominato l’enfant terrible dello storicismo germanico al tempo della Repubblica di Weimar.
La sua opera più importante è la sua tesi di dottorato del 1930 (pubblicata l'anno seguente) dal titolo Schlachtflottenbau und Parteipolitik 1894-1901: Versuch eines Querschnitts durch die innenpolitischen, sozialen und ideologischen Voraussetzungen des deutschen Imperialismus) ("Costruzione della flotta da guerra e politica del partito in Germania, 1894-1901: uno spaccato delle precondizioni politiche, sociali e ideologiche dell'Imperialismo tedesco"). Lo scritto ribalta la tesi di Leopold von Rankedel del primato della politica estera nella vita dello stato tedesco e si pone in contrasto con le linee del pensiero dominante nella storiografia tedesca di quel periodo, in favore di una teoria marxista-weberiana che enfatizza il ruolo della lotta di classe nell'economia, affermando che gli industriali plutocratici (la borghesia) e gli l'aristocrazie terriera degli junker andassero costituendo strutture di potere e un processo di "feudalizzazione della borghesia", al fine di influenzare i politici nella loro lotta contro le forze democratiche radicali, anche al prezzo di ledere l'interesse della Germania e di provocarne l'isolamento internazionale.
La monografia, oggi considerata un classico della storia germanica, al tempo di Guglielmo II incontrò un forte scetticismo iniziale e fu accettata molto lentamente, restando per decenni una fonte marginale della storiografia, anche a causa di un'esposizione infelice e di una serie di errori storici sull'alleanza tra borghesia e aristocrazia, non così solida nella realtà dei fatti. 

Bisognerà attendere gli anni '60 -'70, perché Hans-Ulrich Wehler e la Scuola di Bielefeld focalizzino nuovamente l'interesse collettivo su Kehr entro la prospettiva di una nuova storiografia sociale.
Kehr morì nel 1933 a causa di un attacco cardiaco.

## Opere
- Gesammelte Aufsatze zur Preussisch-Deutschen Sozialgeschichte im 19. and 20. Jahrhundert
- Englandhass und Weltpolitik